# Мухаммад Касим

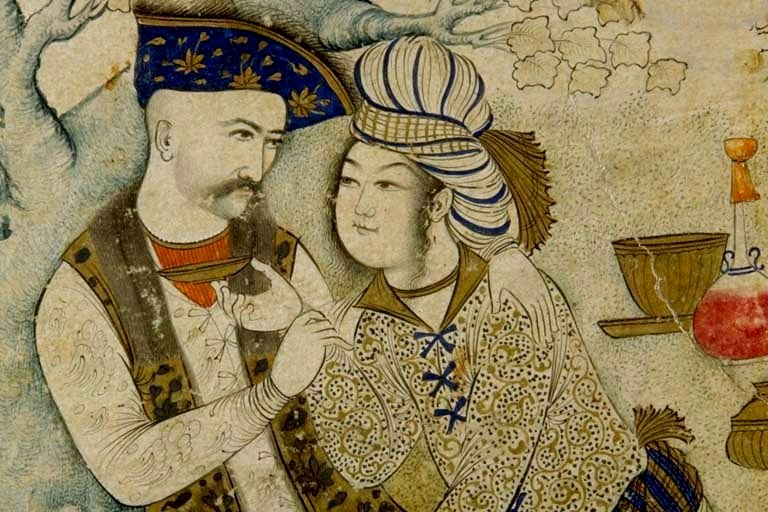
Мухаммад Касим. Шах Аббас, обнимающий виночерпия. Деталь. 1627 г. Лувр, Париж.

Мухаммад Касим (ок. 1575, Исфахан — 1659, Исфахан) — персидский художник.

## Биография
Мухаммад Касим был современником прославленного Ризы-йи-Аббаси, хотя длительное время считалось, что он был одним из его учеников-последователей, который жил не в первой, а во второй половине XVII века. Главная роль в восстановлении истины принадлежит исследовательнице персидской живописи А. Т. Адамовой.

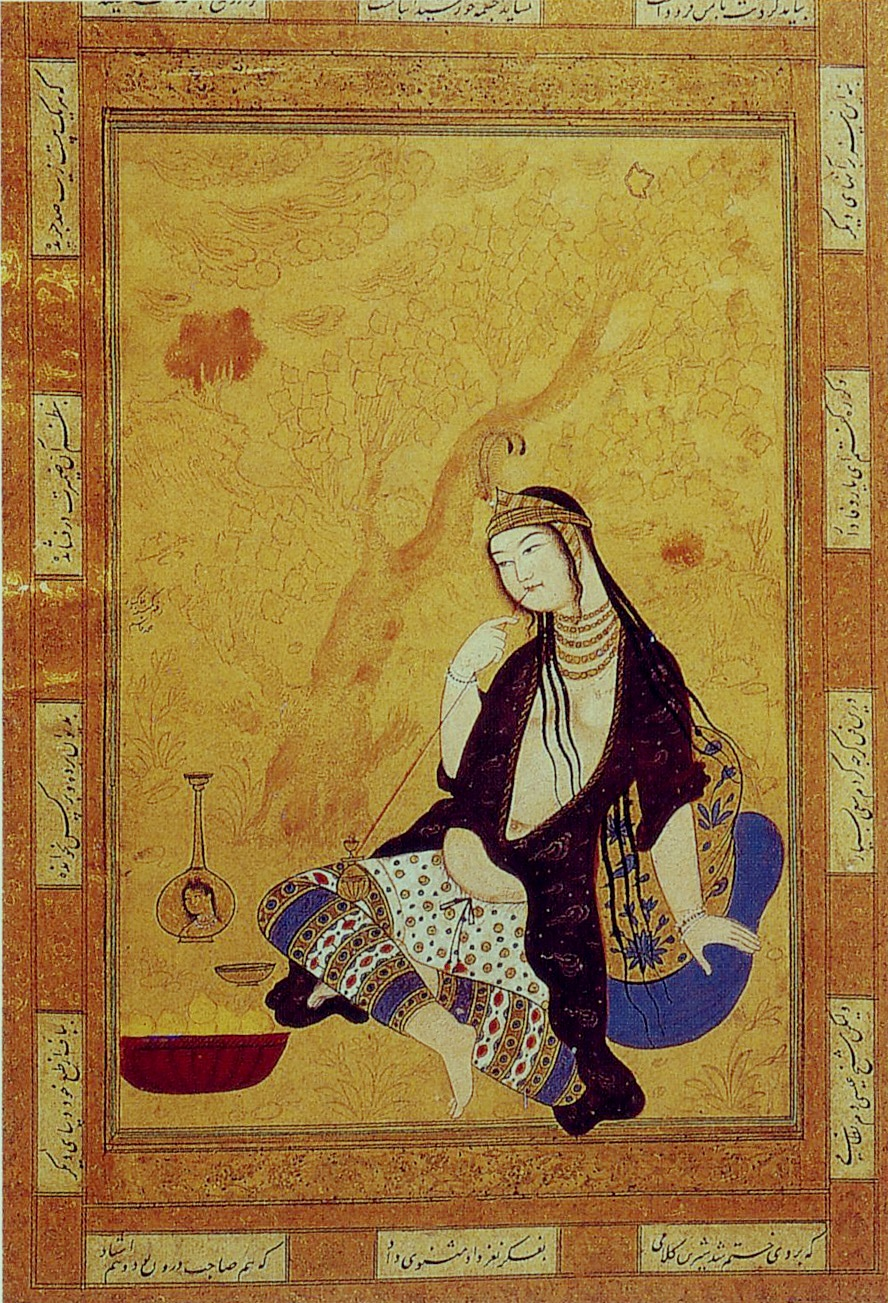
Мухаммад Касим. Молодая женщина, курящая кальян. ок. 1600 г. Топкапы Сарай, Стамбул

О художнике почти не сохранилось сведений. Всё что о нем известно — это информация, которая содержится в труде «Киссас аль-Кахани» Вали Кули Шамлу. Он сообщает, что Мухаммад Касим Тебризи был художником и поэтом, и похоронен в Исфахане в 1659 году. Судя по самым ранним произведениям, художник начал работать еще в конце XVI века, в 1590-х годах. Его руке принадлежит довольно известный рисунок с изображением шаха Аббаса I обнимающего своего виночерпия (Париж, Лувр). Поскольку произведение на столь интимную тему Аббас вряд ли доверил бы какому-либо постороннему мастеру, поэтому скорее всего Мухаммад Касим был его придворным художником, входил в круг самых близких ему людей и был у него в фаворе. Он был младшим современником Ризы йи-Аббаси, работал в то же время, в том же стиле, но в совершенно другой манере.

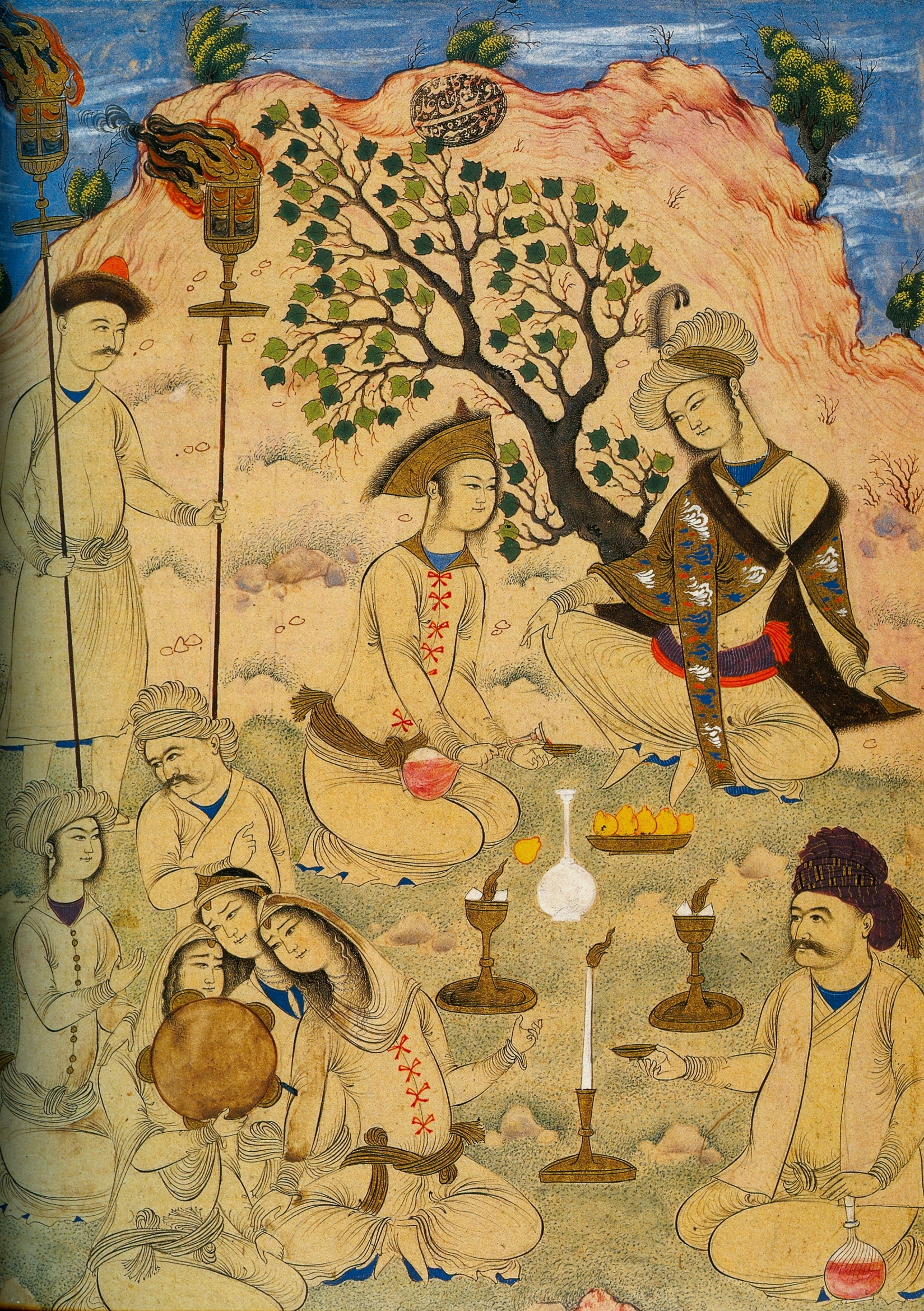
Мухаммад Касим. Ночной пикник. 1620-25 гг. Британский музей, Лондон

Мухаммад Касим принимал участие в иллюстрировании нескольких рукописей. В частности, ему приписывают все миниатюры в рукописи «Фархад и Ширин» Вахши (1635 г.) и 43 из 148 миниатюр к «Шахнаме» Фирдоуси от 1648 года (Виндзор, Библиотека). Однако широкую известность ему принесли не работы в рукописях, а рисунки на отдельных листах, которые он часто делал в манере, изобретение которой принадлежит Мухаммади — рисунок имел легкую подкраску.
К раннему периоду творчества художника (1590-е −1605 г) относятся произведения, в которых ощущается влияние старших мастеров — «Юноша в зеленом одеянии» (Кувейт, собрание ас-Сабаха), «Юноша с белой одеждой в руках», где видно влияние Садик Бека (Вашингтон, Галерея Артура М. Саклера), «Юноша в куртке, отделанной мехом» (Лондон, Музей Виктории и Альберта), «Молодая женщина, курящая кальян» — лист из муракка (Стамбул, Топкапы Сарай), «Молодая женщина в европейской одежде» (Лондон, Музей Виктории и Альберта).

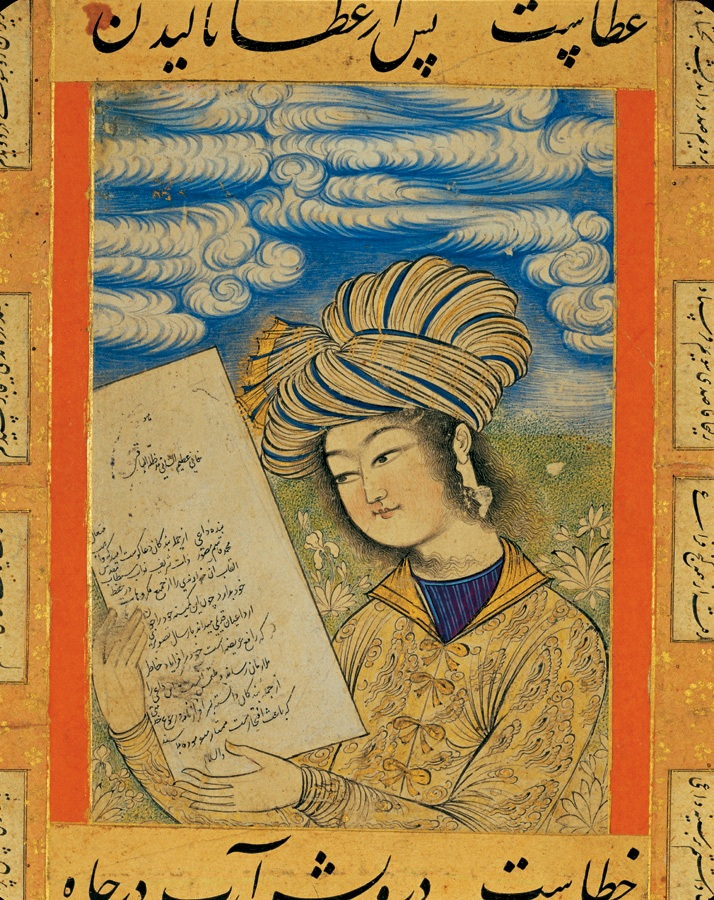
Мухаммад Касим. «Юноша с письмом». 1629 г. Библиотека дворца Гулистан, Тегеран

К среднему периоду (1605—1627) причисляют следующие работы: «Наказание ученика» (1605 г. Метрополитен-музей, Нью-Йорк), «Паж, держащий поднос с чашками» (Национальная библиотека, Париж), «Юноша, держащий лист со стихами» (Женева, собрание Садруддина Ага-хана), «Пожилой мужчина, наблюдающий за птицами, вьющими гнездо» (кон. 1620-х — нач. 1630-х, Британский музей, Лондон), «Ночной пикник» (1620-25 гг., Британский музей, Лондон) — рисунок с подкраской, на котором, по предположениям исследователей, изображен внук Аббаса I Сам Мирза, в свои 19 лет, и «Шах Аббас, обнимающий виночерпия» (1627, Париж, Лувр). В этих работах нет светотеневой моделировки, как в произведениях поздних последователей Ризы йи-Аббаси — Мухаммада Замана и Али-Кули Джаббадара.

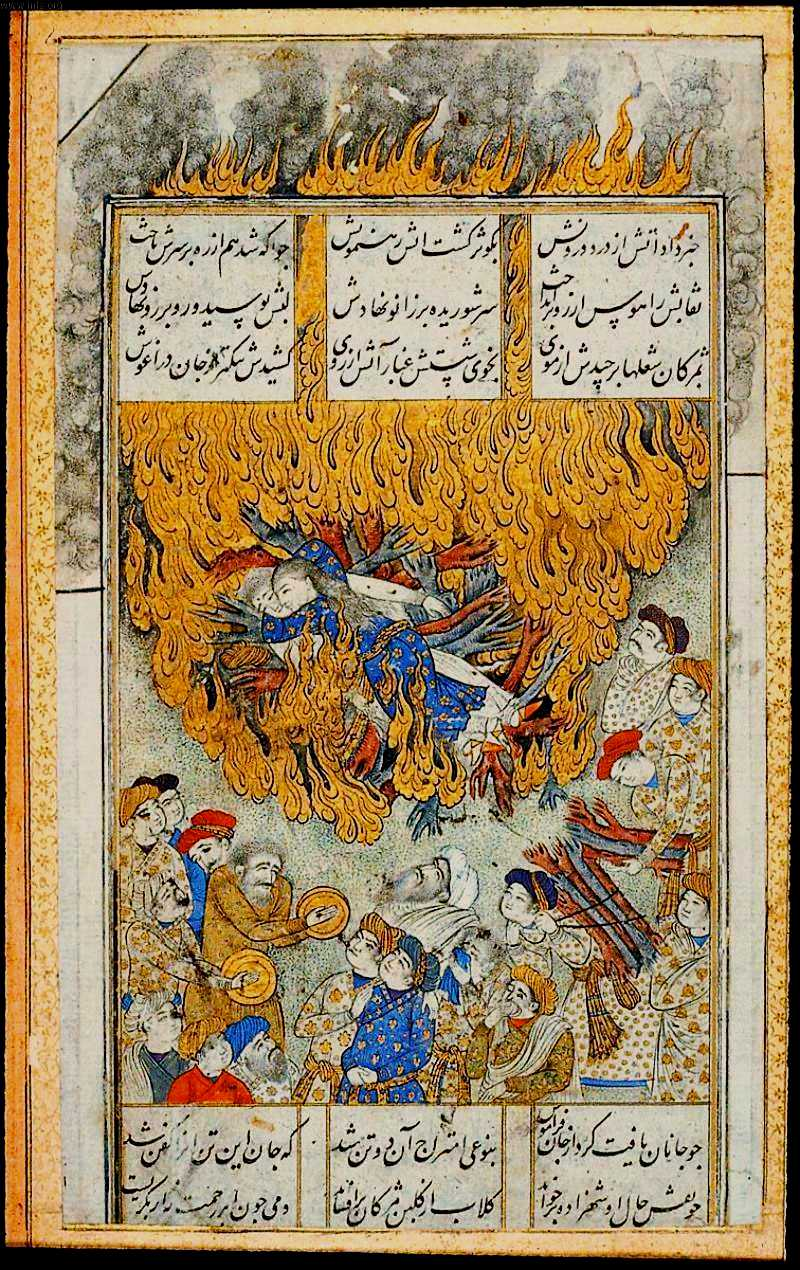
Мухаммад Касим. Бриде, сжигающая себя на погребальном костре мужа. «Суз ва Гудаз» Мухаммада Ризы Нави. 1-я пол. XVII в. Бостон, МИИ

К позднему периоду (после 1627 года) относят рисунок «Юноша с ирисом» и лист из муракка «Юноша с письмом» (Тегеран, Библиотека Гулистан). Причем, в последнем рисунке текст письма содержит обращение к некоему господину с предложением своих услуг. Поскольку патрон Мухаммада Касима, шах Аббас I, в 1629 году скончался, у исследователей появилось предположение, что посредством этого рисунка художник искал себе нового покровителя. Все перечисленные работы имеют подпись художника. К этому позднему периоду относится также участие мастера в иллюстрировании нескольких рукописей, в частности виндзорского «Шахнаме» от 1648 года, двух сборников поэзии Хафиза «Диван» от 1640 года (Стамбул, Топкапы Сарай) и «Диван» от 1650 года (Дублин, Библиотека Честера Битти) и рукописи «Суз ва Гудаз» (Сгорающая и всепоглощающая) Мухаммада Ризы Нави, индийской поэмы, которая в Иране XVII века стала чрезвычайно популярной. Исследователи полагают, что в новом, построенном Аббасом II в 1647 году, дворце Чехель-сотун («Сорок колонн») кисти Мухаммада Касима принадлежит часть росписей залов — его руке приписывают несколько отдельных фигур и групповых сцен. Кроме этих произведений его считают автором множества неподписанных рисунков.
По своему художественному значению в персидской живописи XVII века Мухаммад Касим прочно занимает третье место после Ризы-йи-Аббаси и Муина Мусаввира.